# Irene Kurka/Uraufführungen
Liste der Uraufführungen der deutschen Sopranistin Irene Kurka:
- Christian Banasik (* 1963):
  - …der Sinne Uhrwerk (2013) für Sopran, Bass und Streicher. Text: nach Daniel Casper von Lohenstein
  - Auseinanderkreisen (2014) für Sopran und Klavier
  - Mapping Sounds for 51.1935 / 6.4320  (2015) für Sopran und Ensemble
- Holmer Becker:
  - Die kleine Hinkende  (2003) für Sopran, Klarinette und Klavier. Text: Juan Ramón Jiménez
  - Arioso (2004) für Sopran, Flöte, Klarinette und Klavier
- Boris Bell (* 1970): Und… Und Der Eine (2011/13) für Sopran und Violoncello. Text: aus dem Koran
- Günter Berger (* 1929): Österliche Psalmkantate (2012) für Sopran, Mezzosopran und Ensemble
- Antoine Beuger:
  - two for Erwin-Josef Speckmann (2009) für Sopran und Klarinette
  - Klanken Dwalen (2008) für Stimme. Text: Jan Hanlo
  - Vater unser (2011) für Stimme
  - chants de passage (2011) für Stimme und Kontrabass
  - un lieu pour faire sonner l’éternité (2014) für Stimme
  - Teishin/Ryokan (2016) für Sopran, zwei Sprecher, Gagaku Ensemble
- Bernd Bleffert (* 1955):
  - Ludus Globuli (2013) für Soli, Chor und Ensemble
  - Sandstrahlen (2014) für einen Tisch, Sand und eine Sängerin
- Volker Blumenthaler:
  - Gartenstücke (1999/2006). Vier Haikus und ein Epilog, für Sopran und Akkordeon. Texte: Matsuo Bashō, Masaoka Shiki, Mokichi Saitō (deutsch von Dietrich Krusche) 
  - Dekonstruktion einer Skulptur (2008) für Sopran, Akkordeon und Violoncello. Text: nach Manuela DuBois-Reymond
  - Formen des Wartens (2009) für Sopran und Violoncello. Text: Volker Blumenthaler
- Dante Boon (* 1973):
  - 2 x Robert Creeley (2009) für Sopran und Klavier. Texte: Robert Creeley
  - Mirte (2011) für Sopran und Keyboard. Text: Johannes vom Kreuz
  - Avellino (2012) für Sopran, Klavier, Flöte, Klarinette, Violine und Violoncello
  - And/or (2013) für Stimme
- Markus Bongartz (* 1963): Vanitas (Thränen Thau; 2008/09) für Sopran, Klarinette, Violoncello, Akkordeon und Schlagzeug. Texte: Andreas Gryphius, Paul Fleming
- Nikolaus Brass:
  - Benediktionen (2010) für Stimme
  - Liebeslieder (Neufassung 2011) für Sopran und Klavier. Texte: Johann Wolfgang von Goethe
  - Dialoghi d’amore IX (2011) für Stimme und Kontrabass
  - Zungenreden (2015) für Sopran und Orgel
  - To day (2015) für Sopran und Tisch
- Johannes Brinkmann (* 1964): Psalm 84 (2000) für Sopran, Mezzosopran, Bass, Chor und Orgel
- Dieter Buwen: Kanne Blumma (2014) für Sopran und Ensemble. Text: Gerhard Falkner
- Johnny Chang:
  - Opera:monteverdi (2011) für Sopran, Violine, Flöte und Violoncello
  - Anthem (2011) für Sopran, 2 Violinen, Flöte, Violoncello und Gitarre
  - Hildegard Background (2013) für Sopran, Violine und Violoncello
- Sidney Corbett: Rasch (2010) für Sopran, Klarinette, Violoncello und Klavier
- Michael Denhoff: In unum Deum (op. 93; 2001–03). Credo für Sopran, Bariton, Chor, Orgel und Orchester
- Heinz Derdack: Umarmung nach Catull (2007) für Sopran, Klarinette, Violoncello und Klavier. Texte: Catull
- Moritz Eggert:
  - Ballack, du geile Schnitte  (2006) für Sopran und Akkordeon. Texte: aus dem Gästebuch der Website von Michael Ballack
  - bring me, bring me down (2014) für Sopran und Klavier
- Sebastian Elikowski-Winkler (* 1978): 2 Lieder (2011) für Sopran und Violoncello. Texte: ?
- Christopher Fox: Too Far: Showing and Telling (2014) für Sopran. Text: Juliana von Norwich (Revelations of Divine Love)
- Jürg Frey (* 1953):
  - 27 wörter (2007) für Sopran, Violine und Klavier. Text: Jürg Frey („Lieblingswörter der Lieblingswörter“)
  - air für Sopran und Orchester
  - impercebtible grief (2011) für Stimme Solo. Text: Emily Dickinson
- Nickos Harizanos (* 1969): A Dream (2007) für Sopran und Violoncello. Text: Edgar Allan Poe
- Haussmann, Karin: Drei Liebeslieder (2016) für Sopran und Akkordeon
- Lutz-Werner Hesse: Der Fächer im Herbst (1980). Ein Zyklus nach chinesischen Gedichten. Fassung für Sopran, Klarinette und Klavier
- Stefan Heucke: Wiegenlied – Traumlied – Soldatenlied (1980). Fassung für Sopran, Klarinette und Klavier. Texte: aus dem Zupfgeigenhansl
- Stefan Hippe:
  - wild with love (1997) für Gesang, Flöte, Schlagzeug und Akkordeon. Text: Stanley Kunitz
  - die liebe (2002) für Sopran und Akkordeon. Texte: Gerhard Falkner
- Eva-Maria Houben:
  - was brauchst du? (2007) für Sopran und Orchester. Text: Friederike Mayröcker
  - pie jesu (2007) für Sopran und Orgel. Text: aus dem Dies irae
  - adagio (2008) für Sopran und Klavier. Text: Felix Timmermans
  - drei lieder vom fallen (2009) für Stimme. Texte: Eva-Maria Houben
  - lieder für die insel (2009) für Sopran und Klavier. Texte: Eva-Maria Houben
  - im siebten stockwerk der geduld (2009/10). Oratorium für elektroakustische Klänge, Orgel, Sängerin, Sprecher, Chor und Instrumentalensemble. Text: Karl-Oskar Stimmler
  - stabat mater (2010) für Sopran, Violoncello und Zuspielband. Text: Innozenz III.? Bonaventura? Iacopone da Todi?
  - maria magdalena (2011). Drei Klangbilder für Sopran, Flöten, Orgel und Chor, mit Kammerensemble ad libitum. Texte: Michael Herrschel
  - sostenuto perdendo (2011) für Stimme und Zuspielung
  - il faut la grande vie! (in memoriam hector berlioz) (2011) für Frauenstimme und Zuspielung
  - voices (2012). proposals for mixed choir (Stimmen. Vorschläge für gemischten Chor; nach einem Text von Michael Herrschel; Einstudierung und Bewegungskonzept: Irene Kurka). Dauer: 40’
  - a-men (2013) für Sopran
  - images 1 (2014) für Frauenstimme
  - Images 2 (2015) für Sopran Solo
- Iraniy, Gabriel: Klangspuren I (2015) für Sopran
- Friedrich Jaecker: Totenbuch (2013) für Soli und Chor
- Erik Janson (* 1967):
  - mit gekreisch (2008) für Sopran, Es-Klarinette / Bassklarinette und Violoncello. Texte: Konrad Bayer
  - Können Schafe sicher weiden? (2009) für Sopran, Sopran- / Altblockflöte, Bass- / Subbassblockflöte, Barockcello und Cembalo. Text: Christiane Bongartz
  - Fragmente nach Rilke  (2008) für Sopran und Violoncello
  - Kö-Ramboulage (2011) für Sopran, Saxophon, Violoncello, Schlagzeug und Zuspielband
- Gordon Kampe (* 1976): A Madonna Laura (2009) für Sopran und Akkordeon. Text: Francesco Petrarca
- Chatschatur Kanajan (* 1971): patched landscapes (2001) für Sopran (Vokalisen), Streichtrio, Klavier und Schlagzeug
- Max E. Keller: Ruh’ (2011) für Sopran und Violoncello. Text: Max E. Keller
- Péter Kőszeghy: Abyss (2006) für Stimme und Akkordeon
- Hans Kraus-Hübner (* 1941):
  - Vier Lieder (2004) für Mezzosopran und Klavier. Texte: Peter Horst Neumann
  - Ewigkeit. Text: Bhawani Moennsad
  - Rot. Text: Reinhard Knodt
- Steffen Krebber (* 1976): The Score is the Resonator (2014) für Sopran, 2 Obertongesang-Stimmen, Violine und Viola
- Claus Kühnl: In Rotkäppchens Bett (2007). Minutenoper (Szene) für Sopran, Mezzosopran, Bariton, Flöte, Horn, Harfe, Viola und Kontrabass. Libretto: Andrea Heuser
- Lienenkämper, Stefan: Soliquy/Ending (2015) für Sopran und Violoncello
- Horst Lohse:
  - Drei Lieder (2006) für Sopran und Akkordeon. Texte: Ingo Cesaro
  - La siesta del tropico (1988/2009) für Stimme, Klarinette, Akkordeon und Schlagzeug. Text: Rubén Darío
  - Spirits of the Dead (1984/2013) für Singstimme und Horn. Texte: Edgar Allan Poe
- Rodrigo López Klingenfuss (* 1975): Zoom 2 (2011) für Sopran, Saxophone, Violoncello und Schlagzeug. Text: Achim Wagner
- Camille van Lunen (* 1957): Aus Liebe und luftigem Traum (2014) für Sopran und Ensemble
- Radu Malfatti: himmelgeister 19 (2008) für drei Stimmen (Vokalisen) und Orchester
- Johannes Marks (* 1968): Eine Jandl-Revue (2008) für Sopran, Klarinette, Akkordeon und Violoncello
- Christina Cordelia Messner (* 1969):
  - Mein bestes Werk ist mein Leben (2008). Szenische Miniaturen für Sopran und Ensemble. Texte: Simone de Beauvoir
  - Rosen (2010) für Sopran, Violoncello und Klavier
  - Die Träume meiner Frau (2009) für Sopran, Violine, Klarinette, Klavier und Licht
  - crux (2010) für Sopran und Violoncello
  - figuren und flecken (2012) für 2 Solosoprane, Chor und Akkordeon. Text: Swantje Lichtenstein
  - Salome-Extrakte (2012) für Sopran solo
  - Love Songs for Heim@t (2014). Oper im urbanen Raum, für 3 Stimmen, Instrumentalensemble und Projektchor. Text: Marie T. Martin
- Henry Mex (* 1962): La Queue Dü Kö (Geomusik Düsseldorf; 2011) für Sopran, Saxophon, Violoncello, Schlagzeug und Filmprojektion
- Jörg-Peter Mittmann (* 1962): Diskurs für zehn Musiker (2014) für Sopran und Ensemble
- André O. Möller (* 1962): Irene – zwischen den zeilen (2010) für Sopran und Elektronik
- Jan Müller-Wieland: Rotkäppchens Schlaflied (2007). Duett (Szene) für Sopran, Mezzosopran, Flöte, Horn, Harfe, Viola und Kontrabass. Libretto: Andrea Heuser
- Brigitta Muntendorf: Hin und weg (2010) für Sopran und Violoncello
- Makiko Nishikaze: St-mt (2010) für Sopran und Violoncello
- Karola Obermüller: Dunkelrot. Drittes Bild (2005). Musiktheaterszene für Sopran und Elektronik. Libretto: Gabriele Strassmann
- Oxana Omelchuk (* 1975): Mikrogramm (2012) für Sopran und Saxophon
- Andreas Pflüger: Sieben Rosen später (2003) für Sopran und Akkordeon. Texte: Paul Celan
- Michael Pisaro:
  - 20 songs / le clavecin des prés (2008) für Sopran und Orchester. Text: Oswald Egger
  - Lucretius Monody (2008/09) für Sopran
- Kaspar Querfurth (* 1990): Kleinstadtelegie (2011) für Sopran und Violoncello. Text: Jan Wagner
- Kurt Dietmar Richter (* 1931): Gesänge des Andreas Gryphius (2003) für Sopran, Horn und Harfe
- Reiserer, Christoph: News (2015) für Sopran und Samplertisch
- Simon Rummel: Ein Schiff malen, das nicht zurückkehrt (2014) für Sopran, 2 Obertongesang-Stimmen, Violine und Viola
- Anton Safronov (* 1972): The House that Jack built (2011) für Sopran und Violoncello
- Johannes Sandberger (* 1963): Kö Ta Ma (2011) für Sopran, Saxophon, Schlagzeug und Violoncello
- Valerio Sannicandro (* 1971): De Profundis für drei Frauenstimmen und Orchester. Text: Psalm 130(?)
- László Sáry: Kalment (2012). Liederzyklus für Sopran und Klavier. Texte: Frank Schablewski
- Markus Schmitt (* 1965): Im Korb (2007). Szene für Sopran, Mezzosopran, Bariton, Flöte, Horn, Harfe, Viola und Kontrabass. Libretto: Andrea Heuser
- Schultheiß, Ulrich: Colours of my past (2016) für Sopran und Ensemble
- Charlotte Seither: Der helle Rand von Furcht und Erwachen (2007). Szene für Sopran, Mezzosopran, Bariton, Flöte, Horn, Harfe, Viola und Kontrabass. Libretto: Andrea Heuser
- Kunsu Shim: Unfold, though (2009) für Sopran
- Bruce Sled (* 1975): The Nightingale and the Rose (1998). Oper. Libretto: nach dem gleichnamigen Märchen von Oscar Wilde
- Sora, Tom: Hey, Kellner, bring mir einen Schweinebraten! (2015) für Sopran und Schlagwerk
- Burkhardt Söll (* 1944): Renees Menagerie / Ochsenkarren (2009). Lieder für Sopran, 2 Klarinetten, Akkordeon und Violoncello. Texte: Manuela DuBois-Reymond
- Stäbler, Gerhard: Bruchstück (2016) für Sopran
- Manfred Stahnke: Antlitz „aus tiefer Not“ (2008/09) für Sopran, Bassblockflöte, Subbassblockflöte, Violoncello und Cembalo. Text: Psalm 130
- Stammberger, Norbert R.: Imaginärer Tisch (2015) für Sopran und Tonband
- Susanne Stelzenbach: Schritte (2011) für Sopran und Violoncello. Text: Susanne Stelzenbach
- Thomas Stiegler (* 1966):
  - gelbe birne IV (2008) für drei Frauenstimmen und Orchester
  - Treibgut IV (2011) für Sopran solo. Text: Unica Zürn
- Stefan Streich: Kontur Grün (2015) für Sopran und Violoncello
- Uwe Strübing:
  - Adventsmusik IV (op. 42; 1999) für hohe Stimme und Orgel. Texte: Søren Kierkegaard
  - Schneewege (op. 59; 2001). Drei Lieder für Sopran und Klavier. Texte: Godehard Schramm
  - Marla’s Songs (op. 76; 2004). Vier Lieder. Texte: Marla Saris
  - Floret Silva Undique (op. 79; 2005) für Sopran, Flöte, Harfe und Klavier. Texte: Hugo von Hofmannsthal
  - Zwei Lieder (op. 82; 2005) für Sopran und Akkordeon. Texte: Godehard Schramm
- Christoph Theiler (* 1959):
  - Blau – 444 Nanometer (2008) für Sopran, Klarinette / Bassklarinette, Akkordeon, Violoncello und Live-Elektronik. Texte: Konrad Bayer
  - LUXURY, please.®2011 (2011) für Sopran, Saxophon, Schlagzeug und Violoncello
- Thomas, Stefan: Vier Dada Lieder (2015) für Sopran, Saxophon, Klavier
- Tramin, Samuel: Aus: Lady M. – rehearsing, No. 2 “Juliet” (2015) für Sopran und Violoncello
- Eiko Tsukamoto (* 1986): Die Worte sind tief ins Meer gesunken (2012) für Sopran, Flöte, Violoncello, Trompete und Akkordeon
- Samuel Vriezen (* 1973): Essay for voice and five books (2013/14) für Stimme
- Christoph Maria Wagner (* 1966): Radiodrome (2010/13). Szene 5 aus Night of the Living Dead für Surround-Vokalensemble, Tonband und Instrumentalensemble (Kammerversion)
- Caspar Johannes Walter (* 1967): spectral reframing (2014) für Sopran, 2 Obertongesang-Stimmen, Violine und Viola
- Stefan Johannes Walter (* 1968): Der Ball zwischen Fakt und Fiktion (2006) für Sopran und Akkordeon. Text: aus einem Handbuch für Standardsituationen
- James Weeks: The World in tune (2013) für Sopran
- Weidner, Bernhard: Tischgebet (2015) für Frau und Tisch
- Manfred Werder (* 1965): 2008 (2008) für Sopran und Ensemble
- Bernd Wiesemann: Alles 2 (2012) für Sopran, Violoncello, Klavier und Sprechstimme
- Yasuko Yui (* 1969): Kö, Düsseldorf (2011) für Sopran, Saxophon, Schlagzeug und Violoncello
- Helmut Zapf:
  - Rechenschaft (2005/08) für Sopran und Violoncello. Text: Wolfgang Hilbig
  - Freeze frame I–III (2012) für Sopran und Violoncello. Text: Hendrik Jackson